# 藤原清河

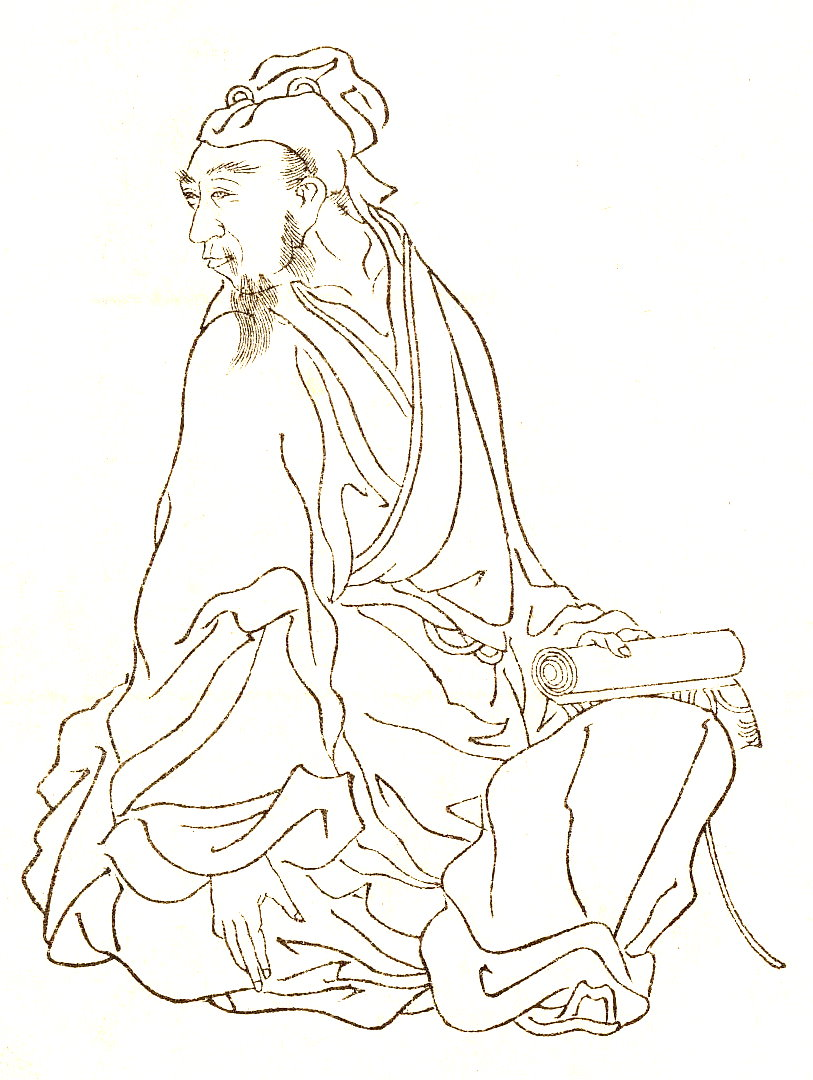
藤原清河

藤原清河（706年—778年）是日本奈良時代的貴族。藤原北家出身，參議藤原房前的第四子，母為片野朝臣的女兒。唐名河清，官位從三位參議，死後追贈從一位。
天平12年（740年）先後敘正六位上、從五位下；天平18年（746年）升從四位下。天平勝寶元年（749年），孝謙天皇即位，藤原清河擔任參議一職，與兄藤原永手同列公卿之列。
天平勝寶2年（750年）9月，藤原清河擔任遣唐大使之職，副使則是大伴古麻呂和吉備真備。一行人於天平勝寶4年閏三月出發，藤原清河拜領節刀，敘正四位下。遣唐使一行入長安，拜謁唐玄宗，清河被玄宗稱讚為君子之人。
天平勝寶5年（753年）1月，藤原清河出席了唐朝的諸藩使節朝賀，同年12月，攜在唐朝當官的阿倍仲麻呂一同踏上歸國之途。僧人鑒真希望搭載遣唐使船隻去日本傳播佛教，被清河拒絕了。但副使大伴古麻呂私自攜鑒真赴日。遣唐使一行從揚州出航，途中，藤原清河所乘的第一船遭遇逆風，漂到唐朝南方的驩州。船員在當地登陸，卻遭到了土人的襲擊，船員多被殺害，藤原清河與阿倍仲麻呂僅以身免。於是，天平勝寶7年（755年），二人只得回到長安。藤原清河改名河清，出仕唐朝，擔任秘書監之職。
天平寶字3年（759年），日本以高元度為迎入唐大使使，從渤海國進入唐朝。然而當時唐朝處於安史之亂的騷亂狀態下，唐朝以路途危險為由，不許清河歸國。天平寶字7年（763年），日本遙封清河為常陸守，次年敘從三位。
寶龜8年（777年），日本再派遣唐使入唐，藤原清河隨使團欲歸國，然而卻於次年客死於唐朝。唐朝追贈其為路州大都督；日本追贈其為從一位。
藤原清河在唐朝期間，娶唐女为妻，生下一女喜娘。喜娘隨遣唐使團來到日本。